# Amaravella
Amaravella (Sanskrit Amaravella — Nacidos inmortales) fue un grupo de jóvenes artistas soviéticos que estuvo activo entre los años 1923 y 1928. También eran conocidos por el movimiento de los "cosmistas rusos".

## Componentes
El grupo estaba constituido por Alexander P. Sardan (Barabanov) (1901-1974), Boris A. Smirnov-Rusetsky (1905-1993) Смирнов-Русецкий, Борис Алексеевич, Petr P. Fataev (1892-1971) Фатеев, Пётр Петрович, Sergei I. Shigolev (1895-1942?) Шиголев,_Сергей_Иванович, Victor T. Chernovolenko (1900-1972) Черноволенко, Виктор Тихонович y Vera N. Pshesetskaya (Runa) Пшесецкая, Вера Николаевна.
Estaban muy influenciados por las obras del antiguo y lejano oriente, así como las obras de Helena Blavatsky, Nicholas Roerich, Mikalojus Konstantinas Čiurlionis, y Victor Borisov-Musatov.

## Cómo se formó "Amaravella"
Se inició en el año 1923, sus cuatro primeros componentes -Petr Fateev, Vera Pshesetskaya, Alexander Sardan y Boris Smirnov-Rusetsky- formaban parte de un cuarteto conocido como el grupo "Cuádriga", a este se les unió Sergey Shigolev y Victor Chernovolenko, en 1927 por sugerencia de la "Asociación Roerich" llegó a ser conocido con el bello nombre de "Amaravella". Esta palabra puede ser traducida desde el sánscrito como "Playa de la inmortalidad", "brotes inmortalidad" o "La morada de los inmortales". En el mismo 1927, en la ciudad de Nueva York, en el Centro de Arte «Corona Mundi» se llevó a cabo su exposición en virtud de manifiesto sleduyuschum:
- Datos: Q4063958